# Bembidion conspersum
Bembidion conspersum är en skalbaggsart som beskrevs av Maximilien de Chaudoir. Bembidion conspersum ingår i släktet Bembidion och familjen jordlöpare. Inga underarter finns listade i Catalogue of Life.